# Parafia Ścięcia św. Jana Chrzciciela w Grobnikach
Parafia pw. Ścięcia św. Jana Chrzciciela w Grobnikach – parafia rzymskokatolicka znajdująca się w Grobnikach. Należy do dekanatu Głubczyce diecezji opolskiej.
Parafia należała pierwotnie do diecezji ołomunieckiej, znajdując się na terenie tzw. dystryktu kietrzańskiego, który do diecezji opolskiej został włączony w 1972.